# 상해 (법률)
상해란 신체에 훼손을 가하는 행위로 형법적으로 처벌을 받는 금지행위이다.

## 판례

### 상해를 긍정한 사안
- 피해자들이 교통사고로 입어 압통 등이 있고, 사고 다음날부터 12일동안 병원에 입원하여 약물치료(근육주사, 근이완제, 진통제 등) 및 1일 2회씩의 물리치료를 받은 사안에서 상해를 긍정[1]
- 운전중 12세 어린이의 양쪽 뒷무릎부위를 충돌, 넘어뜨려 좌측대퇴부 및 양측슬관절부좌상을 입게 한 경우[2]
- 수회 폭행으로 피해자의 얼굴과 팔다리 부분에 멍이 생겼는데 모레부터 직장에 정상적으로 근무하였으며, 상처로 인하여 병원에서 치료를 받지도 않았고, 그 이후에는 상태가 호전되어 진단서도 발급받지 않았던 사안에서 상해를 부정하였다.[3]

### 상해를 부정한 사안
- 국가보안법위반 피의자였던 피고인이 수사관인 피해자와 연행문제로 시비하는 과정에서 피해자에게 약 1주간의 치료를 요하는 좌측팔 부분의 동전크기의 멍을 들게 하였는데, 그것은 치료도 필요 없는 가벼운 상처로서, 그 정도의 상처는 일상생활에서 얼마든지 생길 수 있는 극히 경미한 상처이므로 굳이 따로 치료할 필요도 없는 것이어서 그로 인하여 인체의 완전성을 해하거나 건강상태를 불량하게 변경하였다고 보기 어렵다[4]
- 피해자의 다리에 푸르거나 붉은 약간의 멍이 든 상처는 피고인의 강간행위 자체 내지 그 수반된 행위에서 생겼다고 인정하기 어렵고, 설사 위 상처가 피고인의 강간행위 자체 내지 그 수반된 행위로 인한 것이라고 하더라도, 그 상처가 허벅지 안쪽과 다리 부위에 멍이 들었다는 것뿐이어서 이러한 정도의 상처는 경미하여 따로 치료를 받지 않아도 자연적으로 치유될 수 있고, 일상생활을 하는 데 아무런 지장이 없는 경우에 해당한다.[5]
- 강간 도중 흥분하여 피해자의 좌측어깨부위를 입으로 빨아 동전 크기의 반상출혈상[6]
- 강간은 미수에 그치고, 그 과정에서 피해자의 손바닥에 2센티미터 정도의 긁힌 상처[7]
- 강간 과정에서 성경험이 있는 피해자로 하여금 외음부충혈과 양상박부근육통 )[8]
- 강제추행하고, 피해자로 하여금 무릎에 멍이 들게 하는 치료일수불상[9]
- 앞차의 뒷범퍼가 가볍게 탈착될 정도로 충돌하여 요치 1주의 요추부통증상을 가한 경우[10]
- 승용차 운전중 6세의 여아를 충돌하여 요치 2주의 요추부염좌상(실제로는 요추부좌상)을 입게 한 경우[11]

## 같이 보기
- 상해죄